# 楊繩武 (萬曆舉人)
楊繩武（16世紀—17世紀），字昌倩，江西南昌府新建縣籍，南昌縣南關口人，明朝政治人物。

## 生平
楊繩武是萬曆十九年（1591年）辛卯科江西鄉試舉人，授綿竹知縣，縣內多盜賊，他能精準抓捕，盜患頓息，鄰縣有燒香會號召數千人作亂，上級徵召諸州縣商議剿滅方略，他說：「這些都是愚民，不用武力，安撫即能解散！」撫軍信納其建議，委派他前往招撫，亂事因此平定，改任信陽州知州，轉景州知州，陞延平同知，後自行辭官歸鄉。

## 引用
1. 1 2  民國《南昌縣志·卷三十三·人物志四》：楊繩武，字昌倩，南關口人，由舉人知綿竹縣，縣多盜，繩武捕鞫精敏盜頓息，鄰邑有燒香會號召數千人，撫軍檄諸州縣議令剿，繩武持之曰：「此愚民，奚煩斧鉞哉，緩之自解耳！」撫軍納其言，即委繩武撫諭之，亂遂定，量移信陽知州，遷衡水，陞延平同知，投劾歸。
2. ↑  民國《南昌縣志·卷二十二·選舉志三》：科第下……明……萬曆十九年辛卯鄉試……楊繩武 字昌倩，南關口人，新建籍，詳傳